# Côm hoa nhỏ
Côm hoa nhỏ (danh pháp khoa học: Elaeocarpus parviflorus) là một loài thực vật có hoa trong họ Côm. Loài này được Span. mô tả khoa học đầu tiên năm 1841.